# Circonscription autonomique d'Alava
Ne doit pas être confondu avec Circonscription électorale d'Alava.
La circonscription électorale d'Alava l'une des trois circonscriptions électorales du Pays basque pour les élections autonomiques au Parlement basque.
Elle correspond géographiquement à la province d'Alava.

## Synthèse
|                     |       | 1980 | 1984 | 1986 | 1990 | 1994 | 1998 | 2001 | 2005 | 2009 | 2012 | 2016 | 2020 | 2024 |  |
| ------------------- | ----- | ---- | ---- | ---- | ---- | ---- | ---- | ---- | ---- | ---- | ---- | ---- | ---- | ---- |  |
| UCD                 |       | 4    |      |      |      |      |      |      |      |      |      |      |      |      |  |
| AP & alliés         |       | 1    | 4    | 1    |      |      |      |      |      |      |      |      |      |      |  |
| PNV                 |       | 7    | 9    | 5    | 6    | 6    | 6    | 9    | 8    | 8    | 7    | 8    | 9    | 7    |  |
| PSE-EE              |       | 3    | 7    | 7    | 6    | 4    | 5    | 5    | 7    | 9    | 6    | 3    | 4    | 4    |  |
| Herri Batasuna      |       | 3    | 3    | 3    | 3    | 2    | 3    | 1    |      |      |      |      |      |      |  |
| PP                  |       |      |      |      | 3    | 4    | 7    | 9    | 7    | 6    | 5    | 5    |      | 4    |  |
| UA                  |       |      |      |      | 3    | 5    | 2    |      |      |      |      |      |      |      |  |
| Euskadiko Ezkerra   |       | 2    | 2    | 3    | 2    |      |      |      |      |      |      |      |      |      |  |
| Eusko Alkartasuna   |       |      |      | 4    | 2    | 2    | 1    |      |      |      |      |      |      |      |  |
| Aralar              |       |      |      |      |      |      |      |      |      | 1    |      |      |      |      |  |
| UPyD                |       |      |      |      |      |      |      |      |      | 1    | 1    |      |      |      |  |
| EH Bildu            |       |      |      |      |      |      |      |      |      |      | 6    | 5    | 6    | 8    |  |
| CDS                 |       |      |      | 2    |      |      |      |      |      |      |      |      |      |      |  |
| Ezker Batua-Berdeak |       |      |      |      |      | 2    | 1    | 1    | 1    |      |      |      |      |      |  |
| EHAK                |       |      |      |      |      |      |      |      | 2    |      |      |      |      |      |  |
| Elkarrekin Podemos  |       |      |      |      |      |      |      |      |      |      |      | 4    | 2    |      |  |
| PP+Cs               |       |      |      |      |      |      |      |      |      |      |      |      | 3    |      |  |
| Vox                 |       |      |      |      |      |      |      |      |      |      |      |      | 1    | 1    |  |
| Sumar               |       |      |      |      |      |      |      |      |      |      |      |      |      | 1    |  |
|                     |       |      |      |      |      |      |      |      |      |      |      |      |      |      |  |
| Total               | Total | 20   | 25   | 25   | 25   | 25   | 25   | 25   | 25   | 25   | 25   | 25   | 25   | 25   |  |

## Résultats détaillés

### 1980
| Parti    | Parti | Députés élus |
| -------- | ----- | --- |
| PNV      |       | Juan María Ollora Ochoa de Aspuru, Francisco José Ormazábal Zamacona, José María Makua Zarandona, Eusebio Albinarrate Eguía, Félix Ormazábal Ascasibar, María Teresita Sáez de Olazagoitia López de Luzuriaga, Alberto Ansola Maiztegui |
| UCD      |       | Jesús María Viana Santa Cruz, Alfredo Marco Tabar, Pablo López de Heredia Quintana, Carlos Julián Sainz Angulo |
| HB       |       | Telesforo de Monzón Ortiz de Urruela, Iñaki Ruiz de Pinedo Undiano, Javier José Pérez de Heredia Aberasturi |
| PSE-PSOE |       | José Antonio Aguiriano Forniés, Eneko Landáburu Illarramendi, Pedro María Viana García |
| EE       |       | Eduardo Uriarte Romero, Juan José Olaberría Uliondo |
| AP       |       | Santiago de Griñó Rabert |

- Juan Ollora (PNV) est remplacé en octobre 1980 par José María Jiménez de Aberasturi Ullate.
- Félix Ormazábal (PNV) est remplacé en octobre 1980 par Carlos Astarloa Ocerin.
- Eneko Landáburu (PSE-PSOE) est remplacé en avril 1981 par Alfonso Martínez Pérez.
- Telesforo de Monzón (HB) est remplacé en septembre 1981 par José Luis Gómez Sanpedro.
  - José Gómez (HB) est remplacé en novembre 1982 par Xabier Elorriaga Preciado.
- Maite Sáez de Olazagoitia (PNV) est remplacée en septembre 1981 par Juan José María Ochoa de Eribe Elorza.
- José Antonio Aguiriano (PSE-PSOE) est remplacé en octobre 1981 par Ángel José Gavilán Arganda.
  - Ángel Gavilán (PSE-PSOE) est remplacé en décembre 1982 par José Ángel Lecuona Laburu.
- Pablo López de Heredia (UCD) est remplacé en février 1983 par Jesús García de Miguel Martínez.

### 1984
| Parti     | Parti | Députés élus |
| --------- | ----- | --- |
| PNV       |       | José Ángel Cuerda Montoya, Félix Ormazábal Ascasibar, Juan José Ibarretxe, Francisco José Ormazábal Zamacona, Juan Antonio Careaga Muguerza, Alberto Ansola Maiztegui, Emilio Olabarría Muñoz, Juan José María Ochoa de Eribe Elorza, Josefina Santamaría Rodríguez |
| PSE-PSOE  |       | Txiki Benegas, Fernando Buesa Blanco, Alfonso Martínez Pérez, Julio Bordas Martínez, Juan Carlos Girbau García, José Ángel Lecuona Laburu, José Luis Hernández Marco                                                                                                |
| AP-PDP-UL |       | Pedro Morales Moya, Pablo Alejandro Mosquera Mata, José Manuel Barquero Vázquez, María Josefa Lafuente Orive |
| HB        |       | Iñaki Ruiz de Pinedo Undiano, Jon Idígoras Gerrikabeitia, Pablo Gorostiaga González |
| EE        |       | Mario Onaindía Nachiondo, Eduardo Uriarte Romero |

- José Luis Hernández (PSE-PSOE) est remplacé en mai 1986 par Raúl Arza Vélez.
  - Raúl Arza (PSE-PSOE) est remplacé en septembre 1986 par Rafael Cruz Sáenz Castro.
- Emilio Olabarría (PNV) est remplacé en juillet 1986 par Armando Llanos Ortiz de Landaluce.

### 1986
| Parti    | Parti | Députés élus |
| -------- | ----- | --- |
| PSE-PSOE |       | Txiki Benegas, Fernando Buesa Blanco, Rosa Díez, Alfonso Martínez Pérez, Julio Herrero Romero, Juan Carlos Girbau García, Augusto Borderas Gaztambide |
| PNV      |       | Emilio Guevara Saleta, Juan María Ollora Ochoa de Aspuru, Félix Ormazábal Ascasibar, Alberto Ansola Maiztegui, Juan José Ibarretxe                    |
| EA       |       | José Ángel Cuerda Montoya, Francisco José Ormazábal Zamacona, María Jesús Aguirre Uribe, María Mercedes Villacián Peñalosa                            |
| HB       |       | Iñaki Ruiz de Pinedo Undiano, José Domingo Ziluaga Arrate, Pablo Gorostiaga González                                                                  |
| EE       |       | Mario Onaindía Nachiondo, Francisco Javier Olaverri Zazpe, Pablo Ángel Ruiz de Gordejuela Urquijo                                                     |
| CDS      |       | Jesús María Viana Santa Cruz, Alfredo Marco Tabar |
| CP       |       | José Manuel Barquero Vázquez |

- José Domingo Ziluaga (HB) ne siège pas et est remplacé dès l'ouverture de la législature par Xabier Bareño Omaechevarria.
- Jesús Viana (CDS) est remplacé en février 1987 par Carlos Sainz Angulo.
- Juan Carlos Girbau (PSE-PSOE) est remplacé en septembre 1987 par Rafael Cruz Sáenz Castro.
  - Rafael Sáenz (PSE-PSOE) est remplacé en novembre 1989 par Félix Leopoldo Samaniego Izarra.
- Emilio Guevara (PNV) est remplacé en octobre 1987 par Isabel Orbe Garay.
- Alberto Ansola (PNV) est remplacé en octobre 1987 par Armando Llanos Ortiz de Landaluce.
- María Jesús Aguirre (EA) est remplacée en janvier 1988 par Ángel Calvo del Río.
- José Manuel Barquero (CP) est remplacé en novembre 1989 par Pablo Mosquera Mata.
- José Ángel Cuerda (EA) est remplacé en novembre 1989 par Josefina Santamaría Rodríguez.
- Txiki Benegas (PSE-PSOE) est remplacé en novembre 1989 par Ernesto Ladrón de Guevara López de Arbina.
- Augusto Borderas(PSE-PSOE) est remplacé en novembre 1989 par Roberto San Ildefonso Izaguirre.
- Mercedes Villacián (EA) est remplacée en janvier 1990 par Rafael Larreina Valderrama.

### 1990
| Parti    | Parti | Députés élus |
| -------- | ----- | --- |
| PNV      |       | José Antonio Ardanza, Félix Ormazábal Ascasibar, Juan María Ollora Ochoa de Aspuru, Juan José Ibarretxe, Isabel Orbe Garay, Álvaro Amann Rabanera       |
| PSE-PSOE |       | Ramón Jáuregui, Fernando Buesa Blanco, Julio Herrero Romero, María Blanca Elena Alday Carrasco, Alfonso Martínez Pérez, Roberto San Ildefonso Izaguirre |
| HB       |       | Iñaki Ruiz de Pinedo Undiano, Pablo Gorostiaga González, Xabier Elorriaga Preciado                                                                      |
| UA       |       | José Luis Añúa Ajuria, María Enriqueta Benito Bengoa, María Teresa Mendaza García de Vicuña                                                             |
| PP       |       | Jaime Mayor Oreja, Enrique Villar Montero, Carmelo Barrio Baroja                                                                                        |
| EA       |       | Francisco José Ormazábal Zamacona, Rafael Larreina Valderrama                                                                                           |
| EE       |       | Pablo Ángel Ruiz de Gordejuela Urquijo, Xabier Markiegi Candina                                                                                         |

- Roberto San Ildefonso (PSE-PSOE) est remplacé en octobre 1991 par Ernesto Ladrón de Guevara López de Arbina.
- José Luis Añúa (UA) est remplacé en octobre 1991 par Germán Dueñas Crespo.
- Xabier Elorriaga (HB) est remplacé en juillet 1992 par Txabi Gauna Caballero.
- Elena Alday (PSE-PSOE) est remplacée en février 1993 par Juan Antonio Martínez de Butrón Alberdi.

### 1994
| Parti       | Parti | Députés élus |
| ----------- | ----- | --- |
| PNV         |       | José Antonio Ardanza, Félix Ormazábal Ascasibar, Juan María Ollora Ochoa de Aspuru, Juan José Ibarretxe, Covadonga Solaguren Santamaría, Álvaro Amann Rabanera |
| UA          |       | Pablo Mosquera Mata, María Enriqueta Benito Bengoa, Ramón Garín Fernández de Piérola, Javier Moraza Marquínez, Manuel Raúl Reyero Redondo                      |
| PP          |       | Jaime Mayor Oreja, Enrique Villar Montero, Carmelo Barrio Baroja, Carlos María de Urquijo Valdivielso                                                          |
| PSE-EE-PSOE |       | Fernando Buesa Blanco, Julio Herrero Romero, María Carmen Asiain Ayala, Roberto San Ildefonso Izaguirre                                                        |
| HB          |       | Mati Iturralde Martínez de Lizardui, Txabi Gauna Caballero |
| EB          |       | Tomás García Díaz |
| EA          |       | Francisco José Ormazábal Zamacona |

- Juan José Ibarretxe (PNV) est remplacé en janvier 1995 par Jesús Pérez de Biñaspre Txurruka.
  - Jesús Pérez de Biñaspre (PNV) est remplacé en mars 1996 par Antonio Mamés Saratxaga Berganza.
- Julio Herrero (PSE-EE-PSOE) est remplacé en août 1995 par María Teresa Rodríguez Barahona.
- Ramón Garín (UA) est remplacé en septembre 1995 par Germán Dueñas Crespo.
- Patxi Ormazábal (EA) est remplacé en septembre 1995 par María Carrera Aranberri.
- Félix Ormazábal (PNV) est remplacé en septembre 1995 par Iñaki Gerenabarrena Martínez de Lahidalga.
- Txabi Gauna (HB) est remplacé en février 1996 par Santi Hernando Sáez.
- Jaime Mayor Oreja (PP) est remplacé en mars 1996 par María José Lafuente Orive.
- Enrique Villar (PP) est remplacé en mai 1996 par Iñaki Oyarzábal.
- Covadonga Solaguren (PNV) est remplacée en octobre 1997 par Antonio Aiz Salazar.
  - Antonio Aiz (PNV) est remplacé en juillet 1998 par Gregorio Alonso Vallejo.
- Mati Iturralde (HB) est remplacée en janvier 1998 par Rakel Peña Somavilla.

### 1998
| Parti       | Parti | Députés élus |
| ----------- | ----- | --- |
| PP          |       | Carmelo Barrio Baroja, Carlos María de Urquijo Valdivielso, Antonio Salazar de Andrés, Iñaki Oyarzábal, María José Lafuente Orive, Iñaki Ortega Cachón, María del Carmen López de Ocariz López de Munain |
| PNV         |       | Juan José Ibarretxe, Juan María Ollora Ochoa de Aspuru, Javier Guevara Saleta, Iñaki Gerenabarrena Martínez de Lahidalga, Álvaro Amann Rabanera, Estefanía Beltrán de Heredia                            |
| PSE-EE-PSOE |       | Fernando Buesa Blanco, María Carmen Asiain Ayala, María Teresa Rodríguez Barahona, Víctor García Hidalgo, Javier María Elorrieta García                                                                  |
| EH          |       | Kepa Gordejuela Kortazar, Rakel Peña Somavilla, Pablo Gorostiaga González |
| UA          |       | Pablo Mosquera Mata, María Enriqueta Benito Bengoa |
| EA          |       | Francisco José Ormazábal Zamacona |
| EB          |       | Koldo Usín Fernández |

- Patxi Ormazábal (EA) est remplacé en janvier 1999 par Rafael Larreina Valderrama.
- Álvaro Amann (PNV) est remplacé en février 1999 par Covadonga Solaguren Santamaría.
- Iñaki Gerenabarrena (PNV) est remplacé en février 1999 par Iñaki Nafarrate Kortabarria.
- Fernando Buesa (PSE-EE-PSOE) est remplacé en mars 2000 par Pilar Unzalu Pérez de Eulate.
- Javier Guevara (PNV) est remplacé en mars 2000 par Yolanda Sangroniz Aguirrebeitia.

### 2001
| Parti       | Parti | Députés élus |
| ----------- | ----- | --- |
| PNV         |       | Juan José Ibarretxe, Rafael Larreina Valderrama, Iñaki Gerenabarrena Martínez de Lahidalga, Covadonga Solaguren Santamaría, Emilio Olabarría Muñoz, Nerea Antia Vinós, Javier Balza Aguilera, Pablo Larrauri Altonaga, Alberto Ortega Melón            |
| PP          |       | Ramón Rabanera Rivacoba, Carmelo Barrio Baroja, Pablo Mosquera Mata, Carlos María de Urquijo Valdivielso, Iñaki Oyarzábal, Antonio Salazar de Andrés, María José Lafuente Orive, Iñaki Ortega Cachón, María del Carmen López de Ocariz López de Munain |
| PSE-EE-PSOE |       | Javier Rojo, Jesús Loza Aguirre, María Teresa Rodríguez Barahona, Víctor García Hidalgo, Pilaz Unzalu Pérez de Eulate |
| EH          |       | Antton Morcillo Torres |
| EB          |       | Kontxi Bilbao Cuevas |

- Ramón Rabanera (PP) est remplacé en septembre 2001 par Roberto Blanco Pascual.
- Pablo Mosquera (PP) est remplacé en octobre 2001 par María Enriqueta Benito Bengoa.
- Javier Balza (PNV) est remplacé en janvier 2002 par María Isabel Sola Brea.
- Javier Rojo (PSE-EE-PSOE) est remplacé en mai 2002 par Miguel Ángel Uzquiza González.
  - Miguel Ángel Uzquiza (PSE-EE-PSOE) est remplacé en mars 2004 par Joana Madrigal Jiménez.
- Teresa Rodríguez (PSE-EE-PSOE) est remplacée en juin 2003 par Irene Novales Villa.
- Antton Morcillo (EH) est remplacé en janvier 2004 par Rakel Peña Somavilla.
- Carlos de Urquijo (PP) est remplacé en janvier 2004 par Santiago Abascal.
- Pilar Unzalu (PSE-EE-PSOE) est remplacée en mars 2004 par Óscar Rodríguez Vaz.
- Víctor García (PSE-EE-PSOE) est remplacé en mai 2004 par José Luis Anda Fernández.
- Emilio Olabarría (PNV) est remplacé en avril 2004 par Xabier Agirre López.

### 2005
| Parti       | Parti | Députés élus |
| ----------- | ----- | --- |
| PNV         |       | Juan José Ibarretxe, Rafael Larreina Valderrama, Covadonga Solaguren Santamaría, Iñaki Gerenabarrena Martínez de Lahidalga, Estefanía Beltrán de Heredia, Nerea Antia Vinós, Javier Balza Aguilera, Idoia Cuadra Ibáñez de Elejalde |
| PP          |       | Carmelo Barrio Baroja, Carlos María de Urquijo Valdivielso, Iñaki Oyarzábal, María José Lafuente Orive, María del Carmen López de Ocariz López de Munain, Encina Regalado de los Cobos, Iñaki Ortega Cachón                         |
| PSE-EE-PSOE |       | Emilio Guevara Saleta, Jesús Loza Aguirre, Joana Madrigal Jiménez, Óscar Rodríguez Vaz, Esozi Leturiondo Aranzamendi, Natalia Rojo Solana, Antonio Rivera Blanco                                                                    |
| EHAK        |       | María Carmen Nieves Berasategui Juguera, José Miguel Atxa Andicoechea |
| EB          |       | Kontxi Bilbao Cuevas |

- José Miguel Atxa (EHAK) ne siège pas et est remplacé dès l'ouverture de la législature par Miren Aintzane Garate Pagaldai.
- Iñaki Ortega (PP) est remplacé en juillet 2005 par Roberto Blanco Pascual.
- Encina Regalado (PP) est remplacée en octobre 2005 par Santiago Abascal.
- Javier Balza (PNV) est remplacé en octobre 2005 par Xabier Agirre López.
  - Xabier Agirre (PNV) est remplacé en septembre 2007 par Garbiñe Sáez Molinuevo.
- Emilio Guevara (PSE-EE-PSOE) est remplacé en février 2006 par José Luis Anda Fernández.
- María José Lafuente (PP) est remplacée en octobre 2006 par Laura Garrido Knörr.
- Estefanía Beltrán de Heredia (PNV) est remplacée en septembre 2007 par Javier Carro Iglesias.
- Covandonga Solaguren (PNV) est remplacée en septembre 2007 par Maixabel Azpillaga Arambarri.
- Iñaki Gerenabarrena (PNV) est remplacé en avril 2008 par Jone Berriozabal Bóveda.
- Kontxi Bilbao (EB) est remplacé en septembre 2008 par José Miguel Fernández López de Uralde.

### 2009
| Parti       | Parti | Députés élus |
| ----------- | ----- | --- |
| PSE-EE-PSOE |       | Txarli Prieto, Joana Madrigal Jiménez, Óscar Rodríguez Vaz, Natalia Rojo Solana, Jesús Loza Aguirre, Txaro Sarasua Díaz, Antonio Rivera Blanco, José Luis Anda Fernández, Esozi Leturiondo Aranzamendi                |
| PNV         |       | Juan José Ibarretxe, Mikel Martínez Martínez de Lizarduy, Jone Berriozabal Bóveda, Nerea Antia Vinós, Javier Carro Iglesias, Garbiñe Sáez Molinuevo, Norberto Aldaiturriaga Zorrozua, María del Carmen Liñares Filloy |
| PP          |       | Iñaki Oyarzábal, Carmelo Barrio Baroja, Laura Garrido Knörr, María del Carmen López de Ocariz López de Munain, Carlos María de Urquijo Valdivielso, María del Mar Blanco                                              |
| Aralar      |       | Mikel Basabe Kortabarria |
| UPyD        |       | Gorka Maneiro Labayen |

- Juan José Ibarretxe (PNV) est remplacé en mai 2009 par Peio Iparragirre Etxeberria.
- Antonio Rivera (PSE-EE-PSOE) est remplacé en mai 2009 par Cristina González Calvar.
  - Cristina González (PSE-EE-PSOE) est remplacée en janvier 2012 par Javier Martínez García.
- José Luis Anda (PSE-EE-PSOE) est remplacé en mai 2009 par Mikel Unzalu Hermosa.
- Carlos de Urquijo (PP) est remplacé en janvier 2012 par Roberto Blanco Pascual.
- Jesús Loza (PSE-EE-PSOE) est remplacé en mars 2012 par Loly Escudero Fernández.
- Mikel Basabe (Aralar) est remplacé en août 2012 par Khadijetou Boichiri Mohamed Salem.

### 2012
| Parti       | Parti | Députés élus |
| ----------- | ----- | --- |
| PNV         |       | Xabier Agirre López, Jone Berriozabal Bóveda, Javier Carro Iglesias, Estefanía Beltrán de Heredia, Norberto Aldaiturriaga Zorrozua, Ana Isabel Oregi Bastarrika, Luis Javier Tellería Orriols |
| EH Bildu    |       | Belén Arrondo Aldasoro, Hasier Arraiz Barbadillo, Eva Blanco de Angulo, Julen Arzuaga Gumuzio, Igor López de Muniain Ganuza, Estitxu Breñas González de Zárate                                |
| PSE-EE-PSOE |       | Patxi López, Txarli Prieto, Txaro Sarasua Díaz, Natalia Rojo Solana, Miguel Ángel Unzalu Hermosa, Gloria Sánchez Martín                                                                       |
| PP          |       | Iñaki Oyarzábal, Javier Maroto, Laura Garrido Knörr, Carmelo Barrio Baroja, María del Carmen López de Ocariz López de Munain                                                                  |
| UPyD        |       | Gorka Maneiro Labayen |

- Estefanía Beltrán de Heredia (PNV) est remplacée en décembre 2012 par Peio Iparragirre Etxeberria.
- Ana Oregi (PNV) est remplacé en décembre 2012 par Juan Carlos Ramírez-Escudero Isusi.
- Patxi López (PSE-EE-PSOE) est remplacé en septembre 2014 par Rosa Fresno Asensio.
- Javier Maroto (PP) est remplacé en juillet 2015 par Javier Ruiz de Arbulo Cerio.
- Hasier Arraiz (EH Bildu) est remplacé en juin 2016 par Josu Estarrona Elizondo.

### 2016
| Parti       | Parti | Députés élus |
| ----------- | ----- | --- |
| PNV         |       | Jone Berriozabal Bóveda, Unai Grajales Rodríguez, Ana Isabel Oregi Bastarrika, Estefanía Beltrán de Heredia, Almudena Otaola Urquijo, Juan Carlos Ramírez-Escudero Isusi, Luis Javier Tellería Orriols, Iñigo Urkullu |
| PP          |       | Alfonso Alonso, Carmelo Barrio Baroja, Javier de Andrés, Laura Garrido Knörr, María del Carmen López de Ocariz López de Munain                                                                                        |
| EH Bildu    |       | Eva Blanco de Angulo, Josu Estarrona Elizondo, Miren Larrión Ruiz de Gauna, Eva López de Arroyabe Sáez de Maturana, Mikel Otero Gabirondo                                                                             |
| EP          |       | Jose Ramón Becerra Carollo, Edurne García Larrimbe, Cristina Macazaga Sáenz, Iñigo Martínez Zatón |
| PSE-EE-PSOE |       | Txarli Prieto, Natalia Rojo Solana, Gloria Sánchez Martín |

- Estefanía Beltrán de Heredia (PNV) est remplacée en décembre 2016 par Estíbaliz Larrauri Aranguren.
- Almudena Otaola (PNV) est remplacée en janvier 2017 par Rakel Molina Pérez.
- Javier de Andrés (PP) est remplacé en janvier 2017 par Javier Ruiz de Arbulo Cerio.
- Ana Oregi (PNV) est remplacée en juin 2019 par Joseba Díez Antxustegi.
- Miren Larrión (EH Bildu) est remplacée en septembre 2019 par Ibon San Saturnino Murua.

### 2020
| Parti       | Parti | Députés élus |
| ----------- | ----- | --- |
| PNV         |       | Iñigo Urkullu, Jone Berriozabal Bóveda, José Antonio Suso Pérez de Arenaza, Luis Javier Tellería Orriols, Rakel Molina Pérez, Estíbaliz Larrauri Aranguren, Unai Grajales Rodríguez, Joseba Díez Antxustegi, Laura Pérez Borinaga |
| EH Bildu    |       | Mikel Otero Gabirondo, Eva Blanco de Angulo, Josu Estarrona Elizondo, María Garde Ramírez, Unai Fernández de Betoño Sáenz de Lacuesta, Itxaso Etxebarria Astondoa                                                                 |
| PSE-EE-PSOE |       | Gloria Sánchez Martín, Txarli Prieto, María Jesús San José López, Alberto Alonso Martín |
| PP+Cs       |       | Carmelo Barrio Baroja, Laura Garrido Knörr, José Manuel Gil Vegas |
| EP          |       | Gustavo Angulo García, Iñigo Martínez Zatón |
| Vox         |       | María Amaya Martínez Grisaleña |

- Jone Berriozabal (PNV) est remplacé le 6 octobre 2020 par Ana Ruiz de Alegría Maestu.
- Javier Tellería (PNV) est remplacé le 14 avril 2023 par Miren Josebe Santamaría Martínez.
- Laura Pérez (PNV) est remplacée le 31 juillet 2023 par Aitor de la Villa Fernández.
- Joseba Díez (PNV) est remplacé le 29 septembre 2023 par Gerardo Bengoa Fernández de Gobeo.
- Unai Fernández de Betoño (EH Bildu) est remplacé le 10 octobre 2023 par Gorka Ortiz de Guinea Vea Murguia.

### 2024
| Parti       | Parti | Députés élus |
| ----------- | ----- | --- |
| EH Bildu    |       | Pello Otxandiano Kanpo, Eva Blanco de Angulo, Mikel Otero Gabirondo, Itxaso Etxebarria Astondoa, Gorka Ortiz de Guinea Vea Murguia, Lamia Arcas Nogales, Ibon San Saturnino Murua, Amancay Amets Villalba Eguiluz |
| PNV         |       | Joseba Díez Antxustegi, Nerea Melgosa Vega, Ander Añibarro Maestre, Alazne Arana Oyarbide, Jonatan Moreno Carranza, Irina Rabalo Navarro, Naiara Bedialauneta Bilbao                                              |
| PSE-EE-PSOE |       | Aroa Jilete González, Javier Hurtado Domínguez, María Jesús San José López, Alberto Alonso Martín |
| PP          |       | Javier de Andrés, Laura Garrido Knörr, Ainhoa Domaica Goñi, Ana Morales Peral |
| Vox         |       | María Amaya Martínez Grisaleña |
| Sumar       |       | Jon Hernández Hidalgo |